# Municipio de Lincoln (condado de Huron)
El municipio de Lincoln (en inglés: Lincoln Township) es un municipio ubicado en el condado de Huron en el estado estadounidense de Míchigan. En el año 2010 tenía una población de 807 habitantes y una densidad poblacional de 8,7 personas por km².

## Geografía
El municipio de Lincoln se encuentra ubicado en las coordenadas 43°54′19″N 82°56′12″O / 43.90528, -82.93667. Según la Oficina del Censo de los Estados Unidos, el municipio tiene una superficie total de 92.71 km², de la cual 91,88 km² corresponden a tierra firme y (0,89 %) 0,83 km² es agua.

## Demografía
Según el censo de 2010, había 807 personas residiendo en el municipio de Lincoln. La densidad de población era de 8,7 hab./km². De los 807 habitantes, el municipio de Lincoln estaba compuesto por el 97,4 % blancos, el 0,12 % eran afroamericanos, el 0,99 % eran amerindios, el 0,5 % eran asiáticos, el 0,25 % eran de otras razas y el 0,74 % eran de una mezcla de razas. Del total de la población el 0,62 % eran hispanos o latinos de cualquier raza.